# Fenrir (maan)
Fenrir is een natuurlijke satelliet van Saturnus. De voorlopige aanduiding was S/2004 S16. De maan werd ontdekt door Scott S. Sheppard, David C. Jewitt, Jan Kleyna en Brian G. Marsden. De maan is ongeveer 4 kilometer in doorsnee en draait om Saturnus met een gemiddelde afstand van 22,454 Gm in 1260,35 dagen.
De maan is vernoemd naar Fenrir, een wolf uit de Noorse mythologie